# Wadi Muluja
Wadi Muluja (arab. وادي ملوية, fr. Oued Moulouya) – jedna z głównych rzek Maroka o długości 520 km. Ma źródła w środkowym Atlasie, a uchodzi do Morza Śródziemnego niedaleko granicy z Algierią. Poziom wody w ciągu roku ulega znacznym wahaniom, podobnie jak w przypadku innych rzek Afryki. Rzeka jest używana w irygacji. Jej dorzecze ma największą powierzchnię nie tylko z wszystkich rzek Maroka, ale z całej Północnej Afryki. Z powodu nieregularnych stanów wody rzeka nie jest żeglowna.
Około 6,4 km od ujścia rzeki, które tworzy deltę o długości 20 km i szerokości 4 km znajdują się Wyspy Chafarinas. Jednym z ważniejszych dopływów jest rzeka Wadi Za.
W biegu rzeki wybudowane zostały dwie tamy: Mechra Homadi (zbudowana w 1957) i Mohamed V (1967), jednak są one obecnie bliskie zatkania.
Na obszarze ujścia i okolicznych terenów podmokłych utworzono obszary chronione, w tym w ramach konwencji ramsarskiej.

## Historia
Rzeka ta wielokrotnie bywała wykorzystywana jako granica naturalna. Już w czasach starożytnego Rzymu oddzielała prowincję Mauretania Tingitana i Mauretania Caesariensis. Następnie wyznaczono tędy linię dzieląca strefy wpływów Kastylii i Aragonii mocy traktatu z Monteagudo z 1291 roku.